# Бой с конвоем Эсперо
Бой с конвоем Эсперо (англ. Battle of the Espero Convoy; итал. Battaglia del Convoglio Espero) — морской бой, произошедший 28 июня 1940 года юго-западнее Крита между итальянским конвоем из трех эсминцев под командованием капитана 1-го ранга Энрико Барони и пятью британскими лёгкими крейсерами под командованием командующего легкими силами Средиземноморского флота вице-адмирала Джона Тови. Сражение названо по флагманскому эсминцу итальянского конвоя, который своим самопожертвованием позволил спастись другим итальянским кораблям.

## Состав сил
С самого начала войны боевая обстановка в Северной Африке потребовала посылки конвоев в Ливию. Уже 25 июня Итальянский военно-морской флот занялся доставкой конвоев в Африку. Первый конвой отправился в Триполи. Он прибыл без происшествий два дня спустя. В то же время опасаясь наступления британцев в Африке, командование пришло к выводу направить туда как можно быстрее противотанковое подразделение. Из-за трудностей проводки судов в Тобрук было решено использовать для доставки грузов подводные лодки и надводные корабли. 27 июня в Таранто был сформирован конвой из 3-х эсминцев: «Эсперо», «Остро» и «Зеффиро», на борту которых было 120 тонн боеприпасов, 10 противотанковых орудий и 162 артиллериста. Этот конвой направился в Тобрук. Эсминцы были выбраны из-за своей вместимости и большой скорости хода (36 узлов), позволяющей избежать возможного неравного боя. Несколько часов спустя в море также вышли миноносцы «Пило» и «Миссори», которые везли еще 52 солдата и несколько десятков тонн грузов.
В это время британцы также проводили конвойные операции. В море находился конвой из Греции в Александрию, а ещё два, с Мальты — готовились выйти, также направляясь в Египет. Для их прикрытия из Александрии вышел большой отряд. Всего 7 крейсеров: «Каледон» и «Кейптаун» — прикрывающие греческий конвой, и 7-я эскадра крейсеров: «Орион» (флагман эскадры), «Ливерпуль», «Глостер», «Нептун» и «Сидней» под флагом командующего легкими силами Средиземноморского флота вице-адмирала Джона Тови и 16 эсминцев. Передвижению британцев активно содействовали разведывательные самолёты из Александрии и Мальты.

## Бой
В полдень 28 июня 3 итальянских эсминца были замечены в открытом море, приблизительно в 50 милях западнее Занте, британским разведывательным самолётом Сандерленд, который некоторое время следовал за ними, в то же время для итальянцев передвижения английских эскадр были абсолютно неизвестны. Разведчик донёс информацию об обнаружении Тови, который предпринял попытку перехвата обнаруженных кораблей.
Располагая явным преимуществом и диспозицией итальянских кораблей, британский адмирал построил свои крейсера уступом, разделив их на 2 крыла: «Ливерпуль» и «Глостер» на левом, «Сидней», «Нептун» и «Орион» — на правом. Таким образом он пытался взять итальянцев в клещи. Британцы появились в пределах видимости вскоре после 18:00 подойдя к итальянцам, двигающимся на юго-восток с левого траверза, однако неблагоприятная видимость на закате помешала последним заметить врага.
В 18:33 головной «Ливерпуль» открыл огонь с дистанции 85 кбт. К нему немедленно присоединился «Глостер», а к 18:59 в бой вступили все три правофланговых крейсера. Англичане находились на тёмной стороне горизонта и до последнего момента оставались не обнаруженными, тогда как итальянские корабли были четко видны на фоне заката. Застигнутые врасплох итальянцы с максимально возможной скоростью стали отходить на юго-запад под прикрытием дымовой завесы. Стреляя из носовых башен, крейсера преследовали противника.
В исходе боя сомнений не было, несмотря на более высокую скорость итальянских кораблей. Палубы всех 3 устаревших итальянских эсминцев были загромождены ящиками, мешавшими вести ответную стрельбу. В этой ситуации командир эскадры (капитан 1-го ранга Барони) решил пожертвовать своим кораблем, чтобы спасти 2 других.
Он продолжал бой в одиночку, поставив дымовую завесу и маневрируя так, чтобы прикрыть 2 остальных эсминца, которым приказал отрываться и уходить на юго-запад полным ходом. Неравный бой оставшегося один на один с врагом продолжался до 19:30. Британская стрельба оказалось довольно неточной, и «Эсперо» был накрыт лишь пятнадцатым залпом в 19:20, когда расстояние сократилось до 12 800 метров. Эсминец потерял ход, но продолжал отважно отстреливаться, пока у орудий оставались расчёты. Его самопожертвование, а также огромный расход припасов (крейсера Тови на потопление Эсперо затратили более 5000 152-мм снарядов) вынудили адмирала завершить погоню и начать отход. Только спустя 2 часа 10 минут после начала ожесточенной перестрелки (в 20:40) итальянский эсминец затонул. Крейсер «Сидней» подобрал из воды 47 человек. Спустя 20 дней, ещё 6 человек были подобраны итальянской подводной лодкой, однако ни среди тех, ни среди других не было командира — капитана 1-го ранга Энрико Барони, погибшего вместе с кораблём. Посмертно, он получил Золотую медаль за военную доблесть.

## Результаты боя
2 оставшихся итальянских корабля смогли оторваться от противника и прибыли в Бенгази вместе со своим грузом. Позже они перешли в Тобрук.
Этот бой наглядно показал успех британской авиаразведки, которая обнаружила итальянские корабли и навела на них свои крейсера. Ход самого боя показал высокий боевой дух экипажей малых итальянских кораблей, который ещё не раз проявлялся в ходе боёв, в отличие от тяжёлых. Маленький эсминец пожертвовал собой, добившись при этом попадания 120-мм снарядом в броневой пояс в районе кормы крейсера «Ливерпуль», не причинившего последнему больших повреждений.
Британские крейсера при этом израсходовали более 5000 снарядов. На «Ливерпуле» осталось около 40 снарядов на ствол. Столь большой расход снарядов командующий флотом адмирал Каннингем объяснял перед Адмиралтейством позже неопытностью экипажей и ведением боя в наступающих сумерках. Расход боеприпасов привел к переносу операции MA.3 — проводки с Мальты 2-х конвоев: MF-1 и MS-1 на срок в 2 недели, что позже вылилось в бой у Калабрии.